# Реманцакко
Реманцакко (італ. Remanzacco, вен. Remanzaco) — муніципалітет в Італії, у регіоні Фріулі-Венеція-Джулія,  провінція Удіне.
Реманцакко розташоване на відстані близько 470 км на північ від Рима, 65 км на північний захід від Трієста, 7 км на схід від Удіне.
Населення — 6213 осіб (2014).
Щорічний фестиваль відбувається 24 червня. Покровитель — святий Іван Хреститель.

## Демографія
Населення за роками:

Станом на 1 січня 2023 року в муніципалітеті офіційно проживали 303 іноземці з 49 країн, серед них 94 громадяни країн Євросоюзу та 27 громадян України.

## Сусідні муніципалітети
- Фаедіс
- Моїмакко
- Поволетто
- Прадамано
- Премаріакко
- Удіне